# Szetlandy
Szetlandy (ang. Shetland, wym. [ˈʃɛtlənd], od średnioszkockiego Ȝetland; gael. Sealtainn) – archipelag na Oceanie Atlantyckim, około 200 km na północ od wybrzeży Wielkiej Brytanii. Stanowią odrębną jednostkę administracyjną w ramach Szkocji i stanowią część Wielkiej Brytanii z ośrodkiem administracyjnym w Lerwick.
Archipelag składa się ze 117 wysp i wysepek, z czego tylko 16 jest zamieszkanych przez około 23 200 osób. Łączna powierzchnia wysp wynosi 1467 km². Obszar charakteryzuje się pagórkowatym ukształtowaniem – wzniesienia dochodzą do 450 m n.p.m. Do celów statystycznych wyróżnia się 22 obszary (parish, ward).
Największe wyspy: 
- Unst
- Fetlar
- Yell
- Papa Stour(inne języki)
- Whalsay(inne języki)
- Mainland
- Bressay
- Foula
- Fair Isle

Największa wyspa Mainland stanowi 3/4 powierzchni wysp i skupia taki sam odsetek ogółu mieszkańców. W gospodarce Szetlandów dużą rolę odgrywa rybołówstwo, przetwórstwo ropy naftowej, rolnictwo (hodowla owiec i kuców), a także turystyka. Budżet uzupełniają dotacje rządowe.

## Historia
W I tysiącleciu p.n.e. Szetlandy zasiedlone były przez Piktów. Od VII w. były chrystianizowane przez mnichów irlandzkich. Na przełomie VIII i IX w. nastąpiła kolonizacja normańska. Do końca XII w. wyspy pozostawały w rękach królów Norwegii, a do II poł. XV w. – jarlów Orkadów. Normanowie pozostawili po sobie wiele śladów w nazewnictwie i zwyczajach.
W roku 1468 Szetlandy wraz z Orkadami dostały się pod panowanie Szkocji jako posag duńskiej księżniczki Margaret zaręczonej z Jakubem III Szkockim. Ucisk miejscowych chłopów przez szkocką szlachtę, która otrzymała na wyspach nadziały ziemi, spowodowały niechęć mieszkańców do wszystkiego, co szkockie. Szkocka kultura i zwyczaje nigdy nie przyjęły się tu w pełni. Dialektem języka norweskiego (norn) mówiono do XVIII w., zaś elementy folkloru skandynawskiego przetrwały do XX wieku.
Ani rybołówstwo ani hodowla, a tym bardziej rolnictwo nie wystarczały do utrzymania się mieszkańcom archipelagu. Znaczącą pozycję w XIX i XX w. utrzymywało rzemiosło, obejmujące przetwórstwo wełny z miejscowych owiec i produkcję doskonałej jakości swetrów, skarpet, czapek, rękawic itp. Tym nie mniej liczba mieszkańców Szetlandów stale malała. W 1861 r. wynosiła ona 31 670, w 1901 - 29 166, w 1920 - 25 520, w 1931 - 21 421, w 1951 - 19 352, a w 1961 - ok. 17 000. Dopiero odkrycie w latach 70. XX w. pokładów ropy naftowej w pobliżu archipelagu odwróciło tę tendencję.